# Irina Embrich
Irina Embrich (geborene Samkowaja, estnisch Zamkovaja/russisch Замковая; * 12. Juli 1980 in Tallinn, Estnische SSR, Sowjetunion) ist eine estnische Degenfechterin. Sie ist mehrfache Medaillengewinnerin bei Welt- und Europameisterschaften und wurde 2020 Olympiasiegerin mit der Mannschaft.

## Sportliche Erfolge
Ihre erste internationale Medaille errang Embrich bei den Fechtweltmeisterschaften 2002 in Lissabon. Dort konnte die Linkshänderin mit der estnischen Damen-Degen-Mannschaft die Silbermedaille erkämpfen. Auch bei den Europameisterschaften 2003 in Bourges gewann sie mit der estnischen Mannschaft die Silbermedaille.
Bei der Sommer-Universiade 2005 in Izmir gewann Embrich ihre erste Medaille in einem Einzelwettbewerb, hinter Olga Aleksejeva und Li Na erreichte sie die Bronzemedaille.
Bei den Fechtweltmeisterschaften 2006 in Turin unterlag sie erst im Finale der Degenfechterinnen der Ungarin Tímea Nagy mit 11 zu 15. 2007 konnte sie sowohl bei den Europameisterschaften in Gent als auch bei den Weltmeisterschaften in St. Petersburg die Bronzemedaille im Degen-Einzelwettbewerb erkämpfen. Bei den Weltmeisterschaften unterlag Embrich der Deutschen Britta Heidemann im Halbfinale. Mit der estnischen Mannschaft verlor sie den Kampf um Platz drei ebenfalls gegen das deutsche Team.
2012 errang sie bei den Europameisterschaften in Legnano Bronze mit der Degen Mannschaft. 2013 wurde sie in Zagreb Mannschaftseuropameisterin. 2015 gewann sie mit der Degen Mannschaft bei den Europameisterschaften in Montreux die Silbermedaille. 2016 wurde sie in Toruń Mannschaftseuropameisterin im Degen. Bei den 2021 ausgetragenen Olympischen Spielen 2020 in Tokio gewann Embrich mit der Mannschaft die Goldmedaille und wurde Olympiasiegerin.

## Auszeichnungen
- Estlands Sportlerin des Jahres: 2007
- Estlands Mannschaft des Jahres: 2002 (mit Maarika Võsu, Olga Aleksejeva und Heidi Rohi), 2013, 2014, 2017 (jeweils mit Julia Beljajeva, Erika Kirpu und Kristina Kuusk)
- Orden des weißen Sterns (II. Klasse): 2022[2]